# Bamberg (Zauberkünstlerfamilie)
Bamberg war eine internationale Zauberkünstlerfamilie ursprünglich niederländischer Herkunft.
Bekannte Familienmitglieder waren:
- Eliaser Bamberg (1760–1833)
  - David Leendert Bamberg (1786–1869)
    - Tobias Bamberg (1812–1870)
      - David Tobias Bamberg (1843–1914)
        - Theo Bamberg (Okito; 1875–1963)
          - David Bamberg (Fu Manchu; 1904–1974)

        - Emile Bamberg (1883–1966)
        - Eduard Bamberg (Petite Nelusco; 1889–1951)

Sechs Familienmitglieder (Eliaser, David Leendert, Tobias, David Tobias, Theo und David Bamberg) aus aufeinanderfolgenden Generationen wurden in die Hall of Fame der Society of American Magicians aufgenommen.
Eliasers Vater Jasper Bamberg war ein Alchemist und Totenbeschwörer des 18. Jahrhunderts, der die Tradition begann, den jeweils ersten Sohn zum Zauberkünstler werden zu lassen.